# Robert Kircher
Robert Kircher (* 1. Dezember 1852 in Fulda; † 27. August 1911 ebenda) war ein deutscher Kaufmann und Mitglied des Preußischen Abgeordnetenhauses.

## Leben
Robert Kircher wurde als Sohn des Fabrikanten Melchior Kircher und dessen Ehefrau Anna Maria Béschaud geboren. Nach seiner kaufmännischen Ausbildung war er von 1878 als selbstständiger Kaufmann in Fulda tätig.
1894 erhielt er als Mitglied der Zentrumspartei für den Wahlkreis 12 (Fulda) ein Mandat für das Preußische Abgeordnetenhaus, das er bis 1898 innehatte.
Kircher war in Fulda ein angesehener Kaufmann und Mitglied der Görres-Gesellschaft, die sich die Pflege der Wissenschaft im katholischen Deutschland zur Aufgabe gestellt hat.

### Ehrungen
In Fulda wurde die Robert-Kircher-Straße nach ihm benannt.